# Garrett (Washington)
Garrett az Amerikai Egyesült Államok északnyugati részén, Washington állam Walla Walla megyéjében elhelyezkedő statisztikai település. A 2010. évi népszámlálási adatok alapján 1419 lakosa van.

## Éghajlat
A település éghajlata félsivatagi sztyeppe (a Köppen-skála szerint BSk).

## Népesség
A település népességéne változása:
| Lakosok száma | 1022 | 1419 | 1771 |
|               | 2000 | 2010 | 2020 |